# Per Hanefjord
Per Håkan Tobias Hanefjord född 25 september 1978 i Lycksele, är en svensk filmregissör och manusförfattare. 
Per Hanefjord har gjort ett antal internationellt uppmärksammade kortfilmer och är utbildad på Dramatiska Institutet, filmregi 2005-2008. Hanefjords examensfilm från DI, Elkland belönades (2009) med en "Student Oscar" av The Academy of Motion Picture Arts and Sciences.

## Filmografi

### Regi
- 2001 - Svärmor
- 2002 - Barn leker ute
- 2005 - En god dag
- 2006 - Allt Man vill
- 2007 - Forechecking morfar
- 2008 - Mellan 11 och 12 (TV) (segment "Kyrkan")
- 2008 - Anita of Sweden
- 2008 - Mellan oss
- 2009 - Elkland
- 2013 - Tyskungen
- 2015 - Ängelby (TV) (Ep 4,5,6,10,11,12)
- 2016 - Black Widows (TV) (Säsong 2, Ep 1,2,3,4)
- 2018 - RIG45 (TV) (Ep 1-6)
- 2019 - Agent Hamilton (TV) (Ep 6,7,8)
- 2023 - En helt vanlig familj
- 2024 - Beck – Vilhelm
- 2025 - Beck – Den osynlige mannen

### Manusförfattare
- 2001 - Svärmor
- 2005 - En god dag
- 2007 - Forechecking morfar
- 2009 - Elkland
- 2019 - Agent Hamilton (S1Ep9)

### Fotograf
- 2000- Gropen